# Kudagi, Heggadadevankote
Kudagi là một làng thuộc tehsil Heggadadevankote, huyện Mysore, bang Karnataka, Ấn Độ.